# Na koniec świata (piosenka)
Na koniec świata – singel Justyny Steczkowskiej z 1999 roku.

## O piosence
Utwór promował film Na koniec świata, reżyserowany przez Magdalenę Łazarkiewicz i Joannę Żółkowską. Muzykę skomponowała Justyna Steczkowska, tekst do piosenki napisała Edyta Bartosiewicz. Piosenka znalazła się na ścieżce dźwiękowej filmu, a jednocześnie trzeciej płycie Justyny, Na koniec świata. Singel promocyjny zawierał dodatkowo dziewięć innych ścieżek z albumu.

## Teledysk
Teledysk zawiera ujęcia z filmu oraz Justynę w białej i czerwonej sukience. W niektórych ujęciach Justyna tańczy na pustyni, w innych jest ukazana w jadącym pociągu wąskotorowym. Wideoklip wyreżyserowała Magda Łazarkiewicz.

## Notowania
| Lista                              | Pozycja |
| ---------------------------------- | ------- |
| Lista Przebojów Programu Trzeciego | 37      |
| Szczecińska Lista Przebojów        | 34      |